# Dick Hyman
Dick Hyman (New York, 1927. március 8. –) amerikai dzsessz-zongorista és zeneszerző. 60 éves karrierje alatt mint zongorista, organista, hangszerelő, zeneigazgató, mint elektronikus és egyre inkább mint zeneszerző vált nevessé. 2017-ben az Arts Jazz Masters díjazottja lett.

## Pályakép
A Columbia Egyetemen tanult. Olyan zenészekkel játszott, mint Teddy Wilson, Red Norvo, Benny Goodman. Különböző nevek alatt készített felvételeket. 1966-ban a „Moritat” lemenen csembalójázott triójával, és több mint egymillió példányt adtak belőle el. Az 1960-as évek végén a a korai ragtime-ot tanulmányotta, a korai dzsessz elemeit kutatta és rögzítette.
Hyman különféle billentyűs hangszerekkel kísérletezett, köztük a „Baldwin” és „Lowrey” orgonát. Az 1960-as évek végén avantgarde albumokat vett fel egy „minimoog” szintetizátorral. Felvette az űrkorszak pop-zenélének a legnépszerűbb darabjait is.
Stílusa improvizációs eszközkészletét a ragtime, a legkorábbi dzsessz befolyásolták: Scott Joplin, Jelly Roll Morton, James P. Johnson, Zez Confrey, Eubie Blake, James P. Johnson, Fats Waller játékának tanulmányotása.
Hyman két ragtime albumot is rögzített „Knuckles O'Toole” álnéven, ami két saját kompozíciót is tartalmazott.
1952-ben Charlie Parkerrel játszott annak az egyetlen televíziós szerepléselekor; ebben a zenekarban szerepelt Dizzy Gillespie is.
Tévézett is; filmzenét írt például Woody Allennek.

## Lemezválogatás
- 1953 – Noël Coward – A Piano Portrait
- 1953 – Kurt Weill – A Piano Portrait
- 1953 – Vernon Duke – A Piano Portrait
- 1955 – The Unforgettable Sound of The Dick Hyman Trio (MGM Records)
- 1963 – Moon Gas (MGM Records)
- 1966 – Happening! Dick Hyman and Harpsichord (Command)
- 1969 – MOOG: The Electric Eclectics of Dick Hyman (Command)
- 1969 – The Age of Electronicus (Command)
- 1976 – Scott Joplin: 16 Classic Rags (RCA)
- 1981 – Live at Michael's Pub (JazzMania) with Roger Kellaway
- 1983 – Kitten on the Keys: The Piano Music of Zez Confrey (RCA)
- 1983–88 – Solo at the Sacramento Jazz Festivals (Arbors Jazz)
- 1988 – 14 Piano Favourites (Music & Arts)
- 1990 – Music of 1937 (Concord)
- 1990 – Plays Fats Waller (Reference Recordings)
- 1990 – Stride Piano Summit (Milestone) with Harry Sweets Edison, Jay McShann, Red
- 1990 – Plays Duke Ellington (Reference)
- 1993 – Concord Duo Series, Vol. 6 (Concord) with Ralph Sutton
- 1995 – Elegies, Mostly (Gemini) with Niels–Henning Ørsted Pedersen
- 1995 – Cheek To Cheek (Arbors)
- 1998 – Dick & Derek at the Movies (Arbors) with Derek Smith
- 2001 – Forgotten Dreams (Arbors) with John Sheridan
- 2002 – An Evening at the Cookery, June 17, 1973 (JRB Records CD–3007)[10]
- 2003 – What Is There to Say? (Victrola) with Ray Kennedy
- 2004 – If Bix Played Gershwin (Arbors)
- 2006 – Playful Virtuosity (Ryko) with Meral Güneyman
- 2006 – Teddy Wilson in 4 Hands (Echoes of Swing) with Chris Hopkins
- 2007 – In Concert at the old Mill Inn (Sackville)
- 2009 – Danzas Tropicales (Ryko) with Meral Güneyman
- 2011 – Late Last Summer (Left Ear) with Judy Hyman
- 2013 – Lock My Heart (Red House) with Heather Masse
- 2013 – Live at the Kitano (Victoria) with Ken Peplowski
- 2015 – House of Pianos (Arbors)

## Díjak
- International Acoustic Music Awards: 2012, „Bird Song” – Heather Masse
- Emmy-díj: 1981; 1983
- BAFTA-díj (jelölés): 1987